# Список королей Стратклайда
Список королей Стратклайда содержит правителей королевства Альт Клут, позднее, бриттского королевства Стратклайд.

## Короли Альт Клута
- Конфор Дамнонский
- Фер ап Конфор
- Курсол ап Фер
- Клум ап Курсол
- Кинхил ап Клум
- Кинлоп ап Кинхил (? — 410)
- Керетик ап Кинлоп (410—440)
- Кинуит ап Керетик (440—470)
- Думнагуал ап Кинуит (470—490)
- Клинох ап Думнагуал (490 — ?)
- Тутагуал ап Клинох (? — 580)
- Ридерх ап Тутагуал (580—613)
- Кустеннин ап Ридерх (613—617)
- Нехтон ап Гвидно (617—621)
- Бели ап Нехтон (621—640)
- Эугейн ап Бели (640—645)
- Гурет ап Бели (645—658)
- Эльфвин ап Эугейн (658—693)
- Думнагуал ап Эугейн (693—694)
- Бели ап Эльфвин (694—722)
- Теудебур ап Бели (722—752)
- Ротри (752—754)
- Думнагуал ап Теудебур (754—760)
- Эугейн ап Думнагуал (760—780)
- Ридерх ап Эугейн (780—798)
- Кинан ап Ридерх (798—816)
- Думнагуал ап Кинан (816—850)
- Артгал ап Думнагуал (850—872)
- Рун ап Артгал (872—878)

## Короли Стратклайда или Кумбрии
- Эохейд ап Рин (878—889), с 889 — король Альбы
- Дональд I ап Эохейд (889?—908)
- Дональд II макЭд (908—934)
- Эоган I макДональд II (934—937)
- Дональд III макЭоган (937—971)
- Амдарх макДональд III (971—973)
- Малкольм I макДональд III (973—997)
- Эоган II макДональд III (997—1018)
- Дункан I (1018—1034)
- Мэлколм II (1034—1093)
- Эдмунд I (1093—1097)
- Донхэд II (1097—1107), сын Дункана
- Давид I (1107—1124), с 1124 — король Шотландии